# Ergo Arena
L'Ergo Arena est une salle omnisports située à la frontière entre les villes de Gdańsk et de Sopot en Pologne. Sa capacité peut varier de 5 100 à 11 409 places assises selon les configurations, voire jusqu'à 15 000 avec les places debout.

## Événements
- Concert de Lady Gaga (The Monster Ball Tour), 26 novembre 2010
- Phase finale de la Ligue mondiale de volley-ball 2011, 6 au 10 juillet 2011
- Championnat d'Europe de tennis de table 2011, 8 au 16 octobre 2011
- Concert de Iron Maiden (Maiden England World Tour), 4 juillet 2013
- Championnat d'Europe de volley-ball masculin 2013
- Championnats du monde d'athlétisme en salle 2014
- Championnat du monde de volley-ball masculin 2014
- Concert de Thirty Seconds to Mars, 4 mai 2015
- Championnat d'Europe de handball masculin 2016
- Championnat du monde féminin de volley-ball 2022

## Galerie

Ancien logo